# Cyclophora punctarium
Cyclophora punctarium är en fjärilsart som beskrevs av Hans Daniel Johan Wallengren 1874. Cyclophora punctarium ingår i släktet Cyclophora och familjen mätare. Inga underarter finns listade i Catalogue of Life.